# Calano
Calano (398 a.C. – 323 a.C.) è stato un filosofo, predicatore e mistico indiano vissuto nell'odierna India nel IV secolo a.C.
Era un antico gimnosofista indiano, saggio e filosofo di Taxila che accompagnò Alessandro Magno a Perside durante la sua campagna in India e successivamente si autoimmolò, dopo essersi ammalato, entrando lui stesso vivo in una pira funeraria, davanti ad Alessandro e al suo esercito. Diodoro Siculo lo chiamò Caranus (in greco antico: Κάρανος?).
Secondo le fonti greche, non sussultò mentre il suo corpo bruciava. Salutò alcuni dei soldati greci che erano suoi studenti, ma non Alessandro. Comunicò ad Alessandro che lo avrebbe incontrato a Babilonia e curiosamente Alessandro morì esattamente un anno dopo a Babilonia. Fu da Calano che Alessandro venne a conoscenza di Dandamis, il capo del loro gruppo, che Alessandro in seguito andò a incontrare nella foresta.